# Хиронимус Фридрих фон Фрайберг
Хиронимус Фридрих фон Фрайберг (на немски: Hieronymus Friedrich Freiherr von Freyberg; † 20/30 август 1687) от стария швабски род Фрайберг, е фрайхер на Фрайберг, господар на Юстинген (част от град Шелклинген) и Вопфинген в Баден-Вюртемберг. Замъкът Фрайберг е унищожен през 1520 г.

## Произход
Той е вторият син на Михаел (Вилхелм) фон Фрайберг (* 1590;) и съпругата му Урсула фон Мьорзберг и Бефорт. Внук е на фрайхер Георг Лудвиг фон Фрайберг-Юстинген (1574 – 1631) и Барбара фон Еберщайн-Риксинген († сл. 1609). По-малък брат е на неженения Георг Лудвиг (1619 – 1663).

## Фамилия
Първи брак: с Мария Лудовика фон Рехберг (* 7 март 1631; † 4 септември 1653), дъщеря на фрайхер Файт Ернст I фон Рехберг († 1671) и първата му съпруга Барбара фон Геминген († 1638). Бракът е бездетен.
Втори брак: с Барбара фон Шеленберг († сл. 1694), внучка на Габриел Дионис фон Шеленберг († 1606), дъщеря на фрайхер Ханс Кристоф фон Шеленберг († 1692) и първата му съпруга Беатрикс фон Ландсберг. Те имат 4 деца:
- Франц Йозеф фон Фрайберг (* 1655/1660; † 26 август 1685)
- Хиронимус Кристоф фон Фрайберг (* 1666; † 29 ноември 1721), женен I. за Мария Мехтилд Шпет фон Зюлцбург († 5 май 1698), имат 1 син, II. за Йохана Сузана фон Айб
- Михаел Лудвиг фон Фрайберг (1669 – 1738), женен за Мария Анна фон Улм, имат 7 деца
- Мария Амалия фон Фрайберг, омъжена за Франц Урсула Фердинанд фон и цу Хорнщайн